# Yaupi
Yaupi ist eine Ortschaft und eine Parroquia rural („ländliches Kirchspiel“) im Kanton Logroño der ecuadorianischen Provinz Morona Santiago. Die Parroquia besitzt eine Fläche von 856,4 km². Die Einwohnerzahl lag im Jahr 2010 bei 1777. Die Bevölkerung besteht größtenteils aus Shuar.

## Lage
Die Parroquia Yaupi liegt in der Cordillera de Kutukú. Der Río Yaupi entwässert das Areal nach Südosten. Dessen linker Nebenfluss Río Chapiza fließt entlang der östlichen Verwaltungsgrenze nach Süden. Der etwa 320 m hoch gelegene Hauptort Yaupi befindet sich am linken Flussufer des Río Huambiza, ein linker Nebenfluss des Río Yaupi, 38,5 km südöstlich vom Kantonshauptort Logroño.
Die Parroquia Yaupi grenzt im Norden und im Osten an die Parroquia Sevilla Don Bosco (Kanton Morona), im Südosten an die Parroquia San José de Morona (Kanton Tiwintza), im Süden an die Parroquia Santiago (ebenfalls im Kanton Tiwintza), im Westen an die Parroquias Patuca und San Francisco de Chinimbimi (beide im Kanton Santiago) sowie im Nordwesten an die Parroquia Shimpis.

## Orte und Siedlungen
In der Parroquia Yaupi gibt es neben dem Hauptort Yaupi folgende Comunidades: Yaapi, Tumpaim, Mejech, Chatos, Wampints, Kumpak, Wawaim, San José de Yaap, Tukup, Etsa, San José de Yaupi, San Antonio, Santa Carmen und Wamputsar.